# 第23回インディペンデント・スピリット賞
第23回インディペンデント・スピリット賞は、2008年2月23日に発表・授賞式が行われた。授賞式の司会は俳優のレイン・ウィルソン。

## 概要
作品賞は最多候補作で妊娠した10代の少女を描いた『JUNO/ジュノ』が受賞し、4候補中3部門を獲得し受賞数も最多となった。受賞とならなかった監督賞は、左目の瞼しか動かせなくなった男性が綴った自伝本を映画化した『潜水服は蝶の夢を見る』が受賞、こちらも最多候補作である。他、ボブ・ディランを6人の俳優が演じた伝記映画『アイム・ノット・ゼア』、疎遠だった父親の看病をすることになった姉弟を描いた『マイ・ライフ、マイ・ファミリー』の2本も最多候補である。全4本の最多候補作の内、『マイ・ライフ、マイ・ファミリー』のみ作品賞の候補にならなかった。
候補の発表は2007年11月27日に、リサ・クドローとザック・ブラフによって行われた。
今年度から2006年に他界したロバート・アルトマンの名を冠したロバート・アルトマン賞が新設され、『アイム・ノット・ゼア』が受賞した。

## 作品別の候補数と受賞
| 候補数 | 作品名 | 候補部門（太字は受賞）                                         | 受賞数 |
| ------ | --- | -------------------------------------------------------------- | ------ |
| 4      | 潜水服は蝶の夢を見る | 作品賞、監督賞、脚本賞、撮影賞                                 | 2      |
| 4      | アイム・ノット・ゼア | 作品賞、監督賞、助演男優賞、助演女優賞、ロバート・アルトマン賞 | 2      |
| 4      | JUNO/ジュノ | 作品賞、監督賞、主演女優賞、第一回脚本賞                       | 3      |
| 4      | マイ・ライフ、マイ・ファミリー | 監督賞、主演男優賞、脚本賞、撮影賞                             | 2      |
| 3      | ラスト、コーション | 主演男優賞、主演女優賞、撮影賞                                 |        |
| 3      | マイティ・ハート/愛と絆 | 作品賞、主演女優賞、第一回脚本賞                               |        |
| 3      | Rocket Science | 第一回作品賞、助演女優賞、第一回脚本賞                         |        |
| 2      | August Evening | ジョン・カサヴェテス賞、主演男優賞                             | 1      |
| 2      | その土曜日、7時58分 | 助演女優賞、第一回脚本賞                                       |        |
| 2      | ブロークン・イングリッシュ | 主演女優賞、第一回脚本賞                                       |        |
| 2      | パラノイドパーク | 作品賞、監督賞                                                 |        |
| 2      | Great World of Sound | 第一回作品賞、助演男優賞                                       |        |
| 2      | Starting Out in the Evening | 主演男優賞、脚本賞                                             |        |
| 2      | Talk to Me | 主演男優賞、助演男優賞                                         | 1      |
| 2      | Vanaja | 第一回作品賞、撮影賞                                           |        |
| 1      | クレイジー・ラブ ストーカーに愛された女の復讐 | ドキュメンタリー映画賞                                         | 1      |
| 1      | ルックアウト/見張り | 第一回作品賞                                                   | 1      |
| 1      | ONCE ダブリンの街角で | 外国作品賞                                                     | 1      |
| 1      | パリ、恋人たちの2日間、4ヶ月、3週と2日、迷子の警察音楽隊、Four Sheets to the Wind、インタビュー、レディ・チャタレー、 Lake of Fire、いま ここにある風景、マーゴット・ウェディング、The Monastery、その名にちなんで、 地球でいちばん幸せな場所、ペルセポリス、The Pool、The Prisoner or: How I Planned to Kill Tony Blair、Quiet City、 戦場からの脱出、Shotgun Stories、ウェイトレス 〜おいしい人生のつくりかた、ラブ・ザ・ドッグ 犬依存症の女、コッポラの胡蝶の夢 |                                                                |        |

## 候補と受賞の一覧

### 作品賞
賞はプロデューサーへと授与される
- 潜水服は蝶の夢を見る
- アイム・ノット・ゼア
- JUNO/ジュノ
- マイティ・ハート/愛と絆
- パラノイドパーク

### 第一回作品賞
賞は監督とプロデューサーに授与される
- パリ、恋人たちの2日間
- Great World of Sound
- ルックアウト/見張り
- Rocket Science
- Vanaja

### ジョン・カサヴェテス賞
賞は脚本家と監督とプロデューサーに授与される
- August Evening
- 地球でいちばん幸せな場所
- The Pool
- Quiet City
- Shotgun Stories

### 監督賞
- トッド・ヘインズ - アイム・ノット・ゼア
- タマラ・ジェンキンス - マイ・ライフ、マイ・ファミリー
- ジェイソン・ライトマン - JUNO/ジュノ
- ジュリアン・シュナーベル - 潜水服は蝶の夢を見る
- ガス・ヴァン・サント - パラノイドパーク

### 主演男優賞
- Pedro Castaneda - August Evening
- ドン・チードル - Talk to Me
- フィリップ・シーモア・ホフマン - マイ・ライフ、マイ・ファミリー
- フランク・ランジェラ - Starting Out in the Evening
- トニー・レオン - ラスト、コーション

### 主演女優賞
- アンジェリーナ・ジョリー - マイティ・ハート/愛と絆
- シエナ・ミラー - インタビュー
- エリオット・ペイジ - JUNO/ジュノ
- パーカー・ポージー - ブロークン・イングリッシュ
- タン・ウェイ - ラスト、コーション

### 助演男優賞
- キウェテル・イジョフォー - Talk to Me
- マーカス・カール・フランクリン - アイム・ノット・ゼア
- キーン・ホリデイ - Great World of Sound
- イルファーン・カーン - その名にちなんで
- スティーヴ・ザーン - 戦場からの脱出

### 助演女優賞
- ケイト・ブランシェット - アイム・ノット・ゼア
- アナ・ケンドリック - Rocket Science
- ジェニファー・ジェイソン・リー - マーゴット・ウェディング
- Tamara Podemski - Four Sheets to the Wind
- マリサ・トメイ - その土曜日、7時58分

### 脚本賞
- ロナルド・ハーウッド - 潜水服は蝶の夢を見る
- タマラ・ジェンキンス - マイ・ライフ、マイ・ファミリー
- フレッド・パーネス、アンドリュー・ワーグナー - Starting Out in the Evening
- エイドリアン・シェリー - ウェイトレス 〜おいしい人生のつくりかた
- マイク・ホワイト - ラブ・ザ・ドッグ 犬依存症の女

### 第一回脚本賞
- ジェフリー･ブリッツ - Rocket Science
- ゾエ・カサヴェテス - ブロークン・イングリッシュ
- ディアブロ・コーディ - JUNO/ジュノ
- ケリー・マスターソン - その土曜日、7時58分
- ジョン・オーロフ - マイティ・ハート/愛と絆

### 撮影賞
- モット・ハップフェル - ザ・サヴェッジス
- ヤヌス・カミンスキー - 潜水服は蝶の夢を見る
- ミルトン・カム - Vanaja
- ミハイ・マライメア・Jr - コッポラの胡蝶の夢
- ロドリゴ・プリエト - ラスト、コーション

### ドキュメンタリー賞
賞は監督に授与される
- クレイジー・ラブ ストーカーに愛された女の復讐
- Lake of Fire
- いま ここにある風景
- The Monastery
- The Prisoner or: How I Planned to Kill Tony Blair

### 外国映画賞
賞は監督に授与される
- 4ヶ月、3週と2日 - 監督: クリスティアン・ムンジウ （ルーマニア）
- 迷子の警察音楽隊 - 監督: エラン・コリリン （イスラエル）
- レディ・チャタレー - 監督: パスカル・フェラン （フランス）
- ONCE ダブリンの街角で - 監督: ジョン・カーニー （アイルランド）
- ペルセポリス - 監督: マルジャン・サトラピ、ヴァンサン・パロノー （フランス）

### ロバート・アルトマン賞
賞は受賞作の監督、キャスティング・ディレクター、そのアンサンブル・キャストへと授与される
- アイム・ノット・ゼア
  - 監督：トッド・ヘインズ
  - キャスティング・ディレクター：Laura Rosenthal
  - アンサンブル・キャスト：ケイト・ブランシェット、クリスチャン・ベイル、リチャード・ギア、ヒース・レジャー、ベン・ウィショー、マーカス・カール・フランクリン、シャルロット・ゲンズブール、ブルース・グリーンウッド

### 特別賞
- IFC/Acura Someone to Watch Award 
  - Ramin Bahrani - Chop Shop
  - Ronnie Bronstein - Frownland
  - リー・アイザック・チョン - Munyurangabo
- Truer Than Fiction Award
  - ローラ・ダン - The Unforeseen
  - Gary Hustwit - Helvetica
  - ジョン・マリングアン - Running Stumbled
- Producers Award
  - アン・クレメンツ - Ping Pong Playa、15歳の誕生日
  - アレクシス・フェリス - Cthulhu、Police Beat
  - Neil Kopp - パラノイドパーク、Old Joy